# Chasmodia scutellaris
Chasmodia scutellaris är en skalbaggsart som beskrevs av Ohaus 1935. Chasmodia scutellaris ingår i släktet Chasmodia och familjen Rutelidae. Inga underarter finns listade i Catalogue of Life.